# Casona de Juan Valle Rozadilla
La casona y capilla de Rozadilla se encuentra en el barrio de El Cristo, en la localidad de Bárcena de Cicero del municipio del mismo nombre (Cantabria, España). Es un conjunto arquitectónico formado por capilla casona noble y portalada del siglo XVIII, conocida como Portalada del Cristo.

## El conjunto arquitectónico

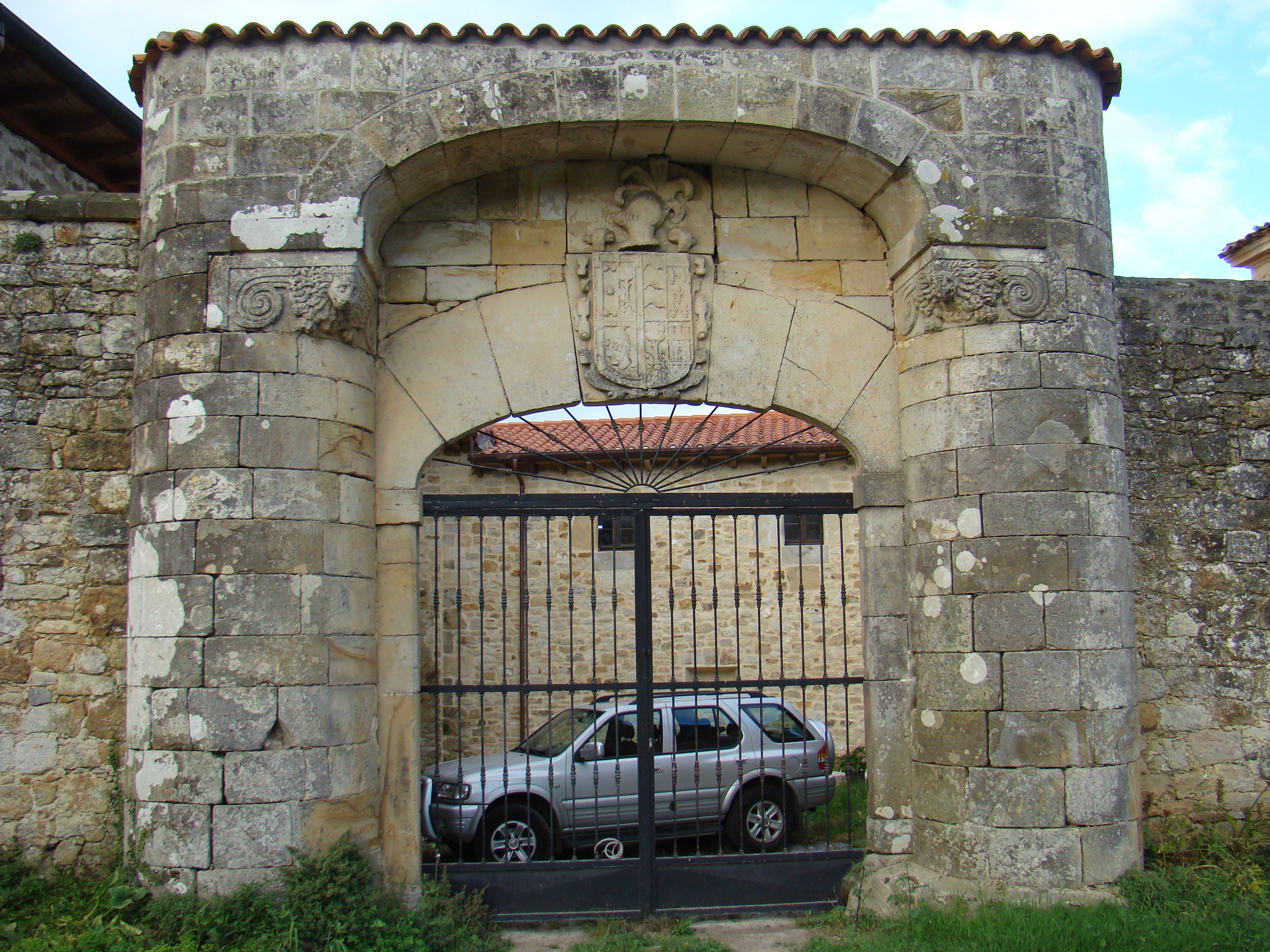
Portalada de la casona.

La casona fue edificada en el siglo XVII, sobre otra anterior. Tiene planta rectangular, con dos pisos. La fachada está rematada con piedra de sillería, lo mismo que las esquinas y ventanas, mientras que el resto se compone de sillarejo. Se accede al interior de la propiedad por medio de una portalada, elemento muy común en las casonas nobles de Cantabria de esta época. En este caso, este elemento arquitectónico llegó a ser tan relevante que relegó a segundo término el nombre de casona de Juan Valle Rozadilla, siendo más conocido el conjunto como Portalada del Cristo (por estar ubicada en el barrio de El Cristo).

La portalada fue construida a mediados del siglo XVII. Consta de arco carpanel que apoya en dos cubos o pequeños torreones de sillería; estos torreones están rematados por la figura de un león, a modo de capitel. La puerta de entrada es también de sillería y arco carpanel y se cierra con una reja. 

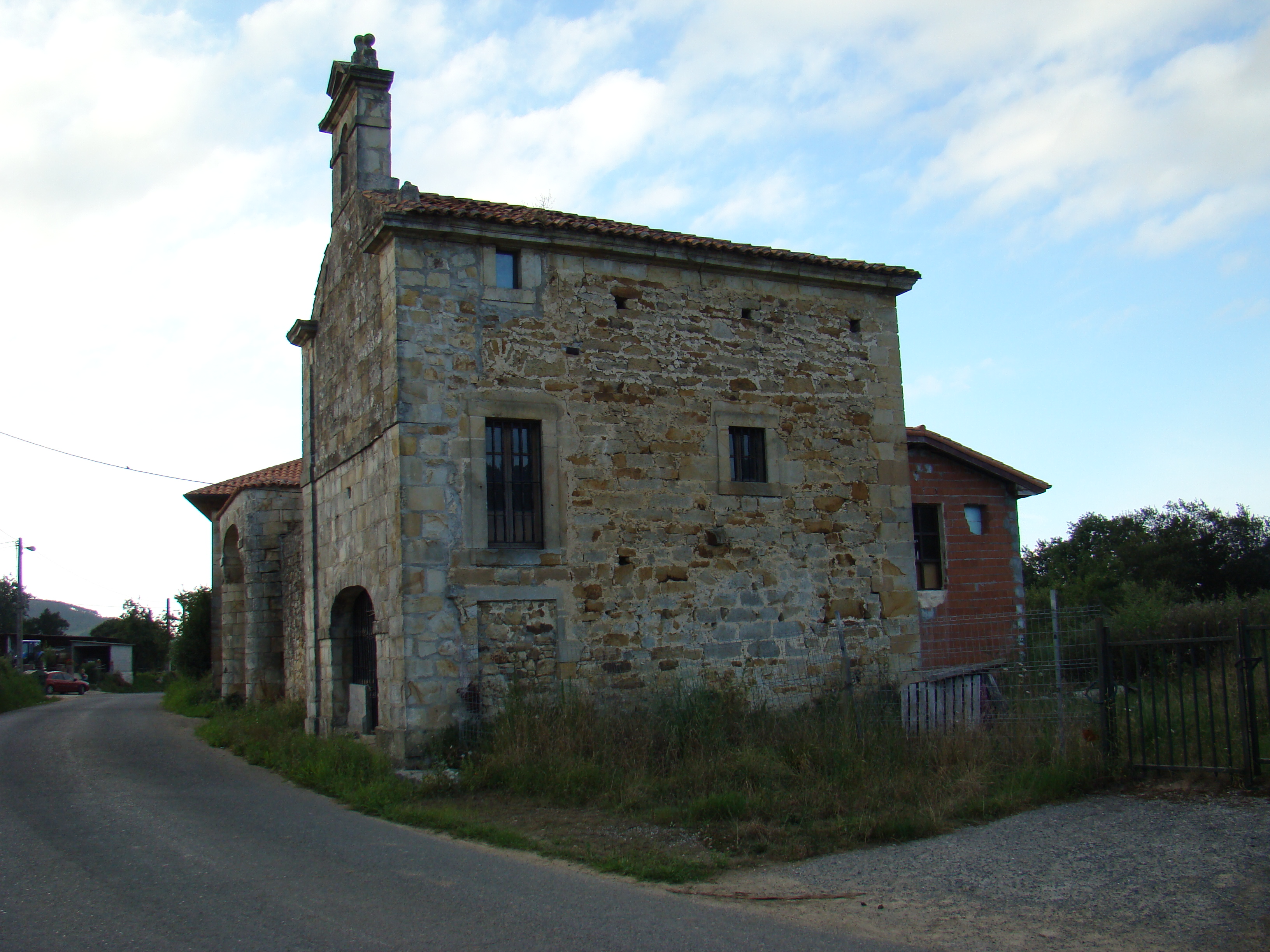
Ermita del Cristo.

En la dovela que constituye la clave del arco hay un escudo con las armas de la familia Valle-Rozadilla.
La capilla (conocida como ermita del Cristo) es también obra del siglo XVII. Tiene planta rectangular, con fachada de sillería, rematada por una espadaña que a su vez termina con un frontón triangular con decoración de bolas.